# Костогризове (Херсонський район)
Костогри́зове — село в Україні, у Олешківській міській громаді Херсонського району Херсонської області. Населення становить 1931 особа.

## Історія
Станом на 1886 рік у селі Костогризівка Чалбаської волості мешкало 1490 осіб, налічувалось 218 дворів, існували православна церква та школа. На цей час на території села знаходиться Костогризівська загальноосвітня школа I—III ступенів, у якій навчаються 261 учень.
З початку широкомасштабного вторгнення Росії в Україну село перебуває під російською військовою окупацією.

## Населення
Згідно з переписом УРСР 1989 року чисельність наявного населення села становила 1845 осіб, з яких 858 чоловіків та 987 жінок.
За переписом населення України 2001 року в селі мешкало 1927 осіб.

### Мовний склад
Рідна мова населення за даними перепису 2001 року:
| Мова       | Чисельність, осіб | Доля     |
| ---------- | ----------------- | -------- |
| Українська | 1 729             | 89,54 %  |
| Російська  | 181               | 9,37 %   |
| Інше       | 21                | 1,09 %   |
| Разом      | 1 931             | 100,00 % |

## Постаті
- Чуприна Валерій Олександрович (1981—2016) — сержант Збройних сил України, учасник російсько-української війни.